# Arbon Valley
Arbon Valley és una concentració de població designada pel cens dels Estats Units a l'estat d'Idaho. Segons el cens del 2000 tenia 627 habitants.

## Demografia
Segons el cens del 2000, Arbon Valley tenia 627 habitants, 224 habitatges, i 180 famílies. La densitat de població era de 7,1 habitants per km².
Dels 224 habitatges en un 37,9% hi vivien nens de menys de 18 anys, en un 68,8% hi vivien parelles casades, en un 5,4% dones solteres, i en un 19,6% no eren unitats familiars. En el 15,6% dels habitatges hi vivien persones soles el 4,5% de les quals corresponia a persones de 65 anys o més que vivien soles. El nombre mitjà de persones vivint en cada habitatge era de 2,79 i el nombre mitjà de persones que vivien en cada família era de 3,08.
Per edats la població es repartia de la següent manera: un 28,4% tenia menys de 18 anys, un 9,1% entre 18 i 24, un 25,5% entre 25 i 44, un 30,5% de 45 a 60 i un 6,5% 65 anys o més.
L'edat mediana era de 36 anys. Per cada 100 dones de 18 o més anys hi havia 111,8 homes.
La renda mediana per habitatge era de 36.818 $ i la renda mediana per família de 39.500 $. Els homes tenien una renda mediana de 31.484 $ mentre que les dones 17.500 $. La renda per capita de la població era de 13.646 $. Aproximadament el 8% de les famílies i el 13,5% de la població estaven per davall del llindar de pobresa.

## Poblacions més properes
El següent diagrama mostra les poblacions més properes.